# Katastrofa lotu Bek Air 2100
Katastrofa lotu Bek Air 2100 – wypadek samolotu pasażerskiego Fokker 100, należącego do linii lotniczych Bek Air, do którego doszło 27 grudnia 2019 w Ałmaty o 7:22 czasu lokalnego (2:22 czasu polskiego).
Na pokładzie samolotu znajdowało się 98 osób. W wyniku zdarzenia śmierć poniosło 13 osób, a 66 osób odniosło obrażenia.

## Samolot
Uczestniczący w wypadku Fokker 100 został zbudowany w 1996 roku. Zanim dołączył do floty Bek Air, służył w innych liniach lotniczych.

## Przebieg lotu
Samolot wystartował z pasa 05R z lotniska Ałmaty i wkrótce potem stracił wysokość. Podczas startu jego ogon dwa razy uderzył w pas startowy. Samolot skręcił w prawo, przebił betonowe ogrodzenie i ostatecznie uderzył w dwupiętrowy budynek mieszkalny, około 7:22 czasu lokalnego. Przód samolotu oderwał się od kadłuba, doznając znacznych uszkodzeń, a ogon oderwał się z tyłu.
Jeden z ocalałych, biznesmen Asłan Nazarliew, stwierdził, że widział lód na skrzydłach. W momencie katastrofy, temperatura wynosiła -12°C. Nazarliew stwierdził:: Szarpnęło naprawdę mocno, a samolot zaczął kołysać się jak łódź. Kiedy wystartowaliśmy, samolot zaczął się bardzo mocno trząść i wiedziałem, że spadnie. Skrzydła przed startem nie zostały spryskane płynem niezamarzającym. Widoczność wynosiła 1000 m (3300 stóp), z gęstą mgłą blisko miejsca zdarzenia. 

## Reakcje
Prezydent Kazachstanu Kasym-Żomart Tokajew ogłosił, że 28 grudnia będzie dniem żałoby narodowej, a także złożył kondolencje rodzinom ofiar. Nadawca publiczny Qazaqstan RTRK poinformował, że wstrzymał emisję wszystkich stacji radiowych, a w dniu żałoby wstrzyma również emisję kanału Tamasha TV.
Kondolencje dla rodzin ofiar złożyli: Premier Armenii, prezydenci Azerbejdżanu, Białorusi i Bułgarii, ministrowie spraw zagranicznych Chin, Kuby, Egiptu i Iranu, Król Jordanii, prezydent Kirgistanu, premier Litwy, prezydent Mołdawii, Pakistanu i Polski, emir Kataru, prezydent Rosji, przywódcy Arabii Saudyjskiej, prezydent Słowacji, minister spraw zagranicznych Turcji, prezydent Turkmenistanu, przywódcy Zjednoczonych Emiratów Arabskich, prezydenci Ukrainy i Uzbekistanu, a sekretarz stanu Watykanu przekazał kondolencje prezydentowi Kazachstanu Kasymowi-Żomartowi Tokajewowi, całemu Kazachstanowi i rodzinom ofiar.
Po wypadku kazachski urząd lotniczy poinformował, że loty linii Bek Air zostały wstrzymane.

## Pasażerowie i załoga
Feralnego dnia, kapitanem samolotu był Marat Muratbajew, a drugim pilotem był Mirżan Mułdakułow – obaj nie przeżyli katastrofy.  
| Kraj       | Pasażerowie | Załoga | Razem |
| ---------- | ----------- | ------ | ----- |
| Kazachstan | 89          | 5      | 94    |
| Ukraina    | 2           | -      | 2     |
| Chiny      | 1           | -      | 1     |
| Kirgistan  | 1           | -      | 1     |
| Razem      | 93          | 5      | 98    |